# The Chemistry of Common Life
The Chemistry of Common Life è il secondo album in studio integrale della band hardcore punk canadese Fucked Up. È uscito il 7 ottobre 2008 su Matador Records in formato CD e doppio LP e su Welfare Records in Reel-to-reel Audio Tapes. La dichiarazione sul sito dell'etichetta lo descrive come "un'epopea espansiva sui misteri della nascita, della morte e delle origini della vita (e del rivivere)".
L'album prende il nome da un libro di James F. W. Johnston, che (tra le altre cose) descrive le proprietà allucinogene di funghi e piante. Il titolo del brano The Peaceable Kingdom è tratto da un famoso dipinto del pittore folk americano Edward Hicks. La copertina raffigura il fenomeno di Manhattanhenge.
L'album ha vinto il Polaris Music Prize 2009.

## Tracce
1. Son the Father (guest vocals by Lullabye Arkestra) – 6:32
2. Magic Word – 3:21
3. Golden Seal – 3:35
4. Days of Last – 4:31
5. Crooked Head – 5:55
6. No Epiphany (guest vocals by Vivian Girls) – 4:19
7. Black Albino Bones (guest vocals by Dallas Green) – 4:14
8. Royal Swan (guest vocals by Katie Stelmanis) – 4:49
9. Twice Born (guest vocals by Sebastien Grainger) – 4:26
10. Looking for God (Instrumental) – 3:15
11. The Chemistry of Common Life – 7:23